# ドナルドの森林警備隊
『ドナルドの森林警備隊』（ドナルドのしんりんけいびたい、原題：Old Sequoia）は、ウォルト・ディズニー・プロダクション（現：ウォルト・ディズニー・カンパニー）が製作した1945年12月21日公開のアニメーション短編映画作品。ドナルドダック・シリーズの第61作である。

## あらすじ
森林警備隊に所属するドナルドは、担当するエリア13にある木が次々とビーバーに倒されていることを上司に指摘され、最も高く聳えている古木・セコイアを守るよう命じられる。しかし、奮闘空しくセコイアも倒され、解雇されてしまう。

## スタッフ
- 製作：ウォルト・ディズニー
- 監督：ジャック・キング
- 脚本：ホーマー・ブライトマン
- 音楽：オリバー・ウォレス
- 美術：アーネスト・ノードリ
- 背景：メルル・コックス
- 原画：ビル・ジャスティス、ポール・アレン

## キャスト
| キャラクター   | 原語版                   | 旧吹き替え版 | 新吹き替え版 |
| -------------- | ------------------------ | ------------ | ------------ |
| ドナルドダック | クラレンス・ナッシュ     | 関時男       | 山寺宏一     |
| ビーバー       | ジェームズ・マクドナルド | 土井美加     | 滝沢ロコ     |
| ビーバー       | デジー・フリン           | 後藤真寿美   | 稲葉実       |
| 上司           | ?                        | 内田稔       | 茶風林       |
| ナレーション   | -                        | 江原正士     | -            |

## 日本での公開

### 収録
- 『ドナルドダック・クロニクル Vol.2 限定保存版』（DVD、ブエナ・ビスタ・ホーム・エンターテイメント、新吹き替え版）